# Вікіпедія мовою букмол
Вікіпедія мовою букмол — один із двох розділів Вікіпедії норвезькою мовою, написана книжною норвезькою, або букмолом, поряд з розділом мовою нюношк. Заснована 26 листопада 2001 року, зараз це 23-а найбільша Вікіпедія, що знаходиться між корейським і індонезійським розділами у загальному списку.
Спочатку, норвезька Вікіпедія не розділялася на окремі розділи букмол і нюношк, а писати статті дозволялося обома мовами. Розділ нюношком було започатковано 31 липня 2004 року і зараз він зростає досить швидкими темпами.
Норвезька, данська і шведська — це взаємнозрозумілі мови, оскільки усі належать до скандинавської підгрупи германських мов. Це значно спрощує співпрацю між відповідними Вікіпедіями.
Вікіпедія мовою букмол станом на 23 березня 2025 року містить 644 109 статей, 643 532 зареєстрованих користувачів, 3092 активних дописувачів, 38 адміністраторів
. Загальна кількість сторінок у Вікіпедії мовою букмол — 1 852 320, редагувань — 24 995 519, завантажених файлів — 4
. Глибина (рівень розвитку мовного розділу) Вікіпедії мовою букмол середня і становить 47.5 пунктів
. 

## Кількість
- Лютий 2006 — 50 000 статей.
- Лютий 2007 — 100 000 статей.
- Грудень 2008 — 200 000 статей.
- 6 травня 2011 — 300 000 статей.
- 14 листопада 2013 — 400 000 статей.
- 2 січня 2019 — 500 000 статей.
- 17 жовтня 2022 — 600 000 статей.
- 23 березня 2025 — 644 109 статей.